# Curimatopsis
Genre
Curimatopsis est un genre de poissons d'eau douce téléostéens de la famille des Curimatidae (ordre des Characiformes).

## Liste d'espèces
Selon World Register of Marine Species (16 août 2023) :
- Curimatopsis crypticus Vari, 1982
- Curimatopsis evelynae Géry, 1964
- Curimatopsis guaporensis Melo & Oliveira, 2017
- Curimatopsis jaci Melo & Oliveira, 2017
- Curimatopsis macrolepis (Steindachner, 1876)
- Curimatopsis maculosa Melo, Vari & Oliveira, 2016
- Curimatopsis melanura Dutra, Melo & Netto-Ferreira, 2018
- Curimatopsis microlepis Eigenmann & Eigenmann, 1889
- Curimatopsis myersi Vari, 1982
- Curimatopsis pallida Melo & Oliveira, 2017
- Curimatopsis sabana Melo, 2020

## Systématique
Le nom valide complet (avec auteur) de ce taxon est Curimatopsis Steindachner, 1876.